# Upham (Hampshire)
Pour les articles homonymes, voir Upham.
Upham est un village et une paroisse civile du sud de l'Angleterre dans le Hampshire.
La population était de 616 habitants en 2011.